# 焦宗夏
焦宗夏（1963年4月—），辽宁沈阳人，北京航空航天大学教授、自动化科学与电气工程学院院长，主要从事流体传动与控制、机电系统集成设计等方面的研究工作。入选中华人民共和国教育部第八批“长江学者”特聘教授，2023年11月当选中国工程院院士。